# Malpighia hintonii
Malpighia hintonii är en tvåhjärtbladig växtart som beskrevs av Arthur Allman Bullock. Malpighia hintonii ingår i släktet Malpighia och familjen Malpighiaceae. Inga underarter finns listade i Catalogue of Life.